# مطار ماسنتا
مطار ماسنتا (إياتا: MCA، إيكاو: GUMA) هو مطار يخدم ماسنتا، وهي مدينة في إقليم نزريكوري في غينيا. المطار يبعد 9 كيلومتر (5.6 ميل) جنوب غرب المدينة.

## روابط خارجية
- OpenStreetMap - ماكنتا
- OurAirports - ماسينتا
- ماسينتا
- تاريخ الحوادث لـ (Macenta Airport) على شبكة سلامة الطيران.